# Maserati 450S
Les Maserati Type 54 ou Maserati 450S sont des voitures de compétition automobile, du constructeur Maserati, produite entre 1956 et 1958 à environ 11 exemplaires. Principales concurrentes de la Scuderia Ferrari, elles remportent environ 31 victoires sur 119 courses entre 1956 et 1962, et restent avec 420 chevaux, une des voitures les plus puissantes du monde jusque dans les années 1990.

## Historique
À partir de 1956, les V8 4,5 L des 450S succèdent progressivement aux V6 3,5 L des Maserati 300S et Maserati 350S. Ils remportent environ 28 victoires des Championnats du monde des voitures de sport 1957 et 1958, avec pour principaux pilotes Carroll Shelby, Jim Hall, Lloyd Ruby, Stirling Moss, Masten Gregory, Juan Manuel Fangio, Harry Schell, Jean Behra, Jim Rathmann...
En 1957 les 450S disputent leur première épreuve de la saison lors des 1 000 kilomètres de Buenos Aires, avec les pilotes Juan Manuel Fangio et Stirling Moss. La même saison  Fangio et Jean Behra remportent en équipage officiel les 12 Heures de Sebring, Behra et Moss les 6 Heures de Kristianstad toujours en Championnat du monde des voitures de sport, et deux 450S sont engagées aux 24 Heures du Mans 1957 :
- Un Spyder piloté par Jean Behra et André Simon
- Un modèle unique de GT Zagato Mostro, du designer Medardo Fantuzzi, piloté par Stirling Moss et Harry Schell

Maserati termine l'année vice-champion des constructeurs Sport. 

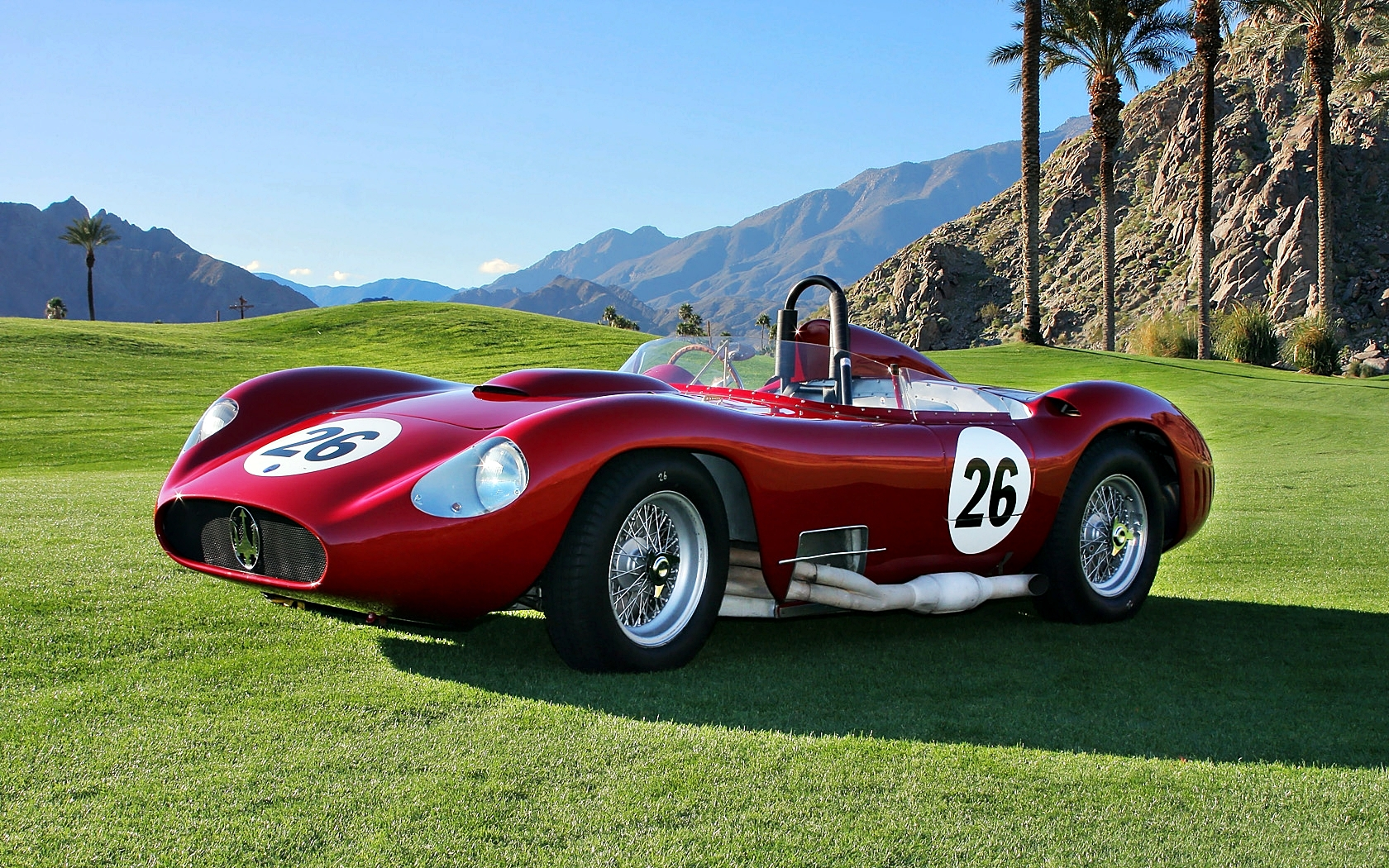
Maserati 450S Spyder
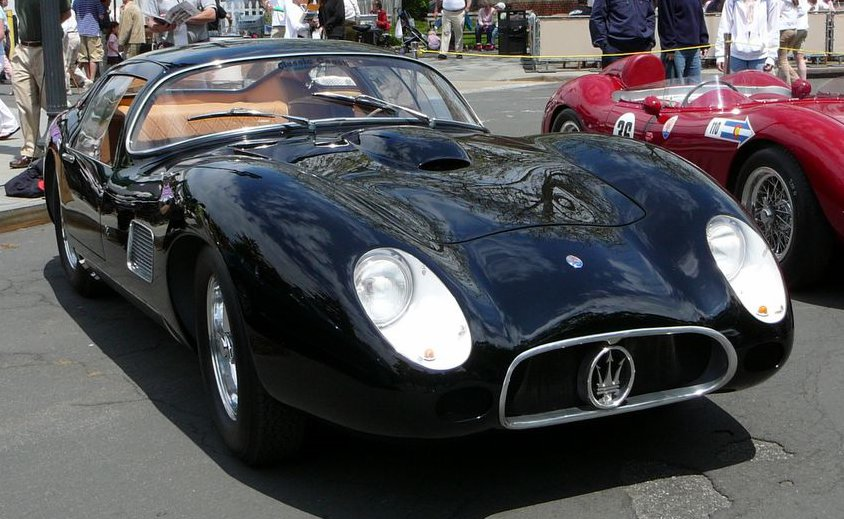
Maserati 450S Mostro Zagato GT
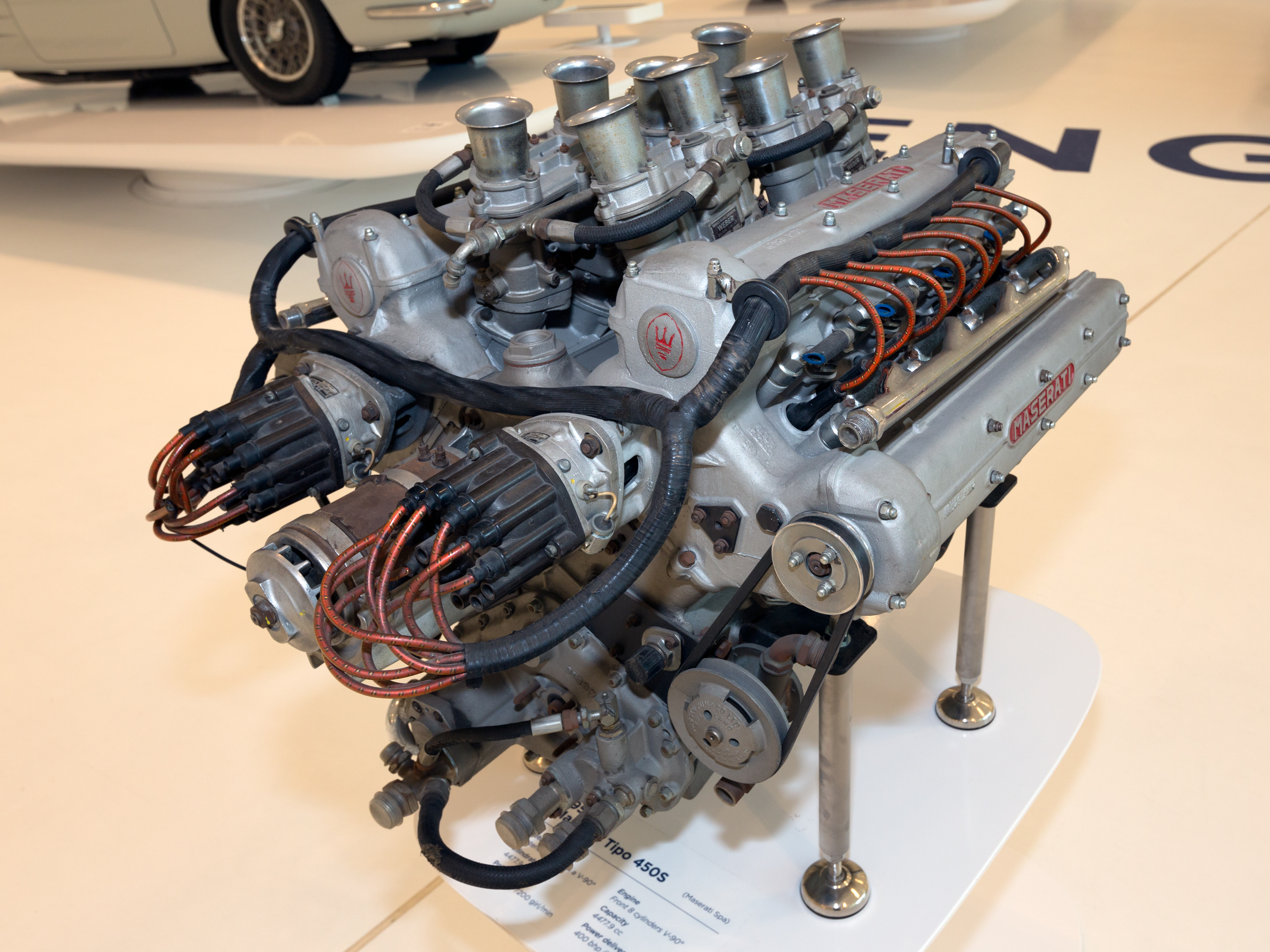
Moteur V8 4,5 L de 400 chevaux Maserati 450S

Toujours en 1957, et également la saison suivante, Carroll Shelby dispose de la 450S en championnats Sport SCCA et USAC, et son compatriote J. E. Rose remporte des épreuves à Eagle Mountain et à Hammond. En 1961, le trio Lara Barberis / Ruggero Peruzzo / Emílio Zambello gagne les 500 kilomètres d'Interlagos, comme en 1957, et, toujours au Brésil, l'une des dernières sorties victorieuses de cette voiture s'effectue en 1964 lors du Grand Prix Rogę Ferreira, avec Ciro Cayres (encore à Interlagos). 
Avec leurs carrosseries en aluminium et leurs moteurs V8 4,5 L de 400 ch, les 450S sont les voitures de sport les plus rapides au monde pour cette époque, dominant en puissance les Jaguar D-Type, Ferrari 250 Testa Rossa, et autre Aston Martin DBR1 de l'époque, et elles tentent d'atteindre la vitesse record de 320 km/h sur la ligne droite des Hunaudières.
En 1958 d'importantes difficultés financières obligent Maserati à arrêter la compétition sportive directe, et à se concentrer sur son activité industrielle GT. 

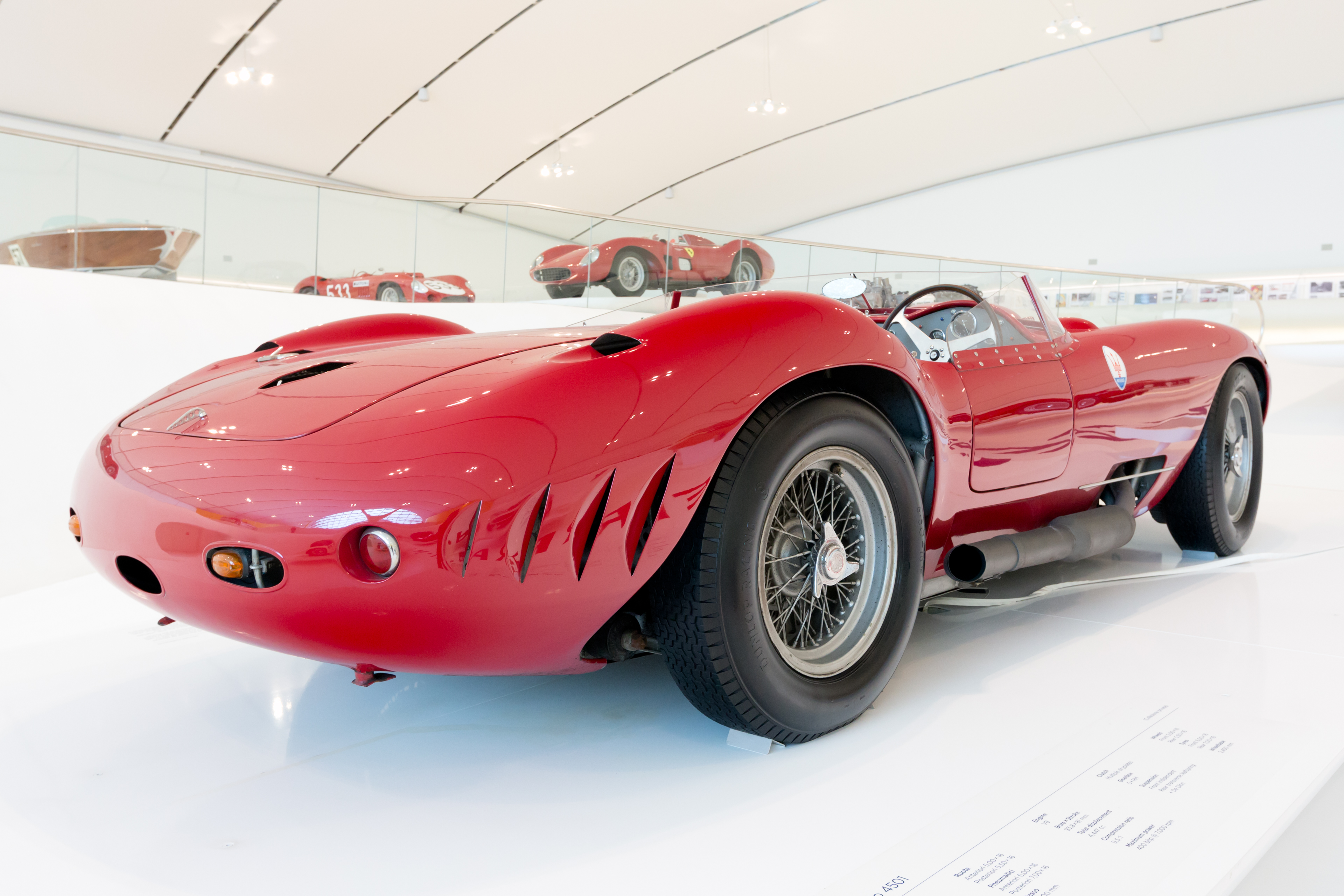
Spyder 1957
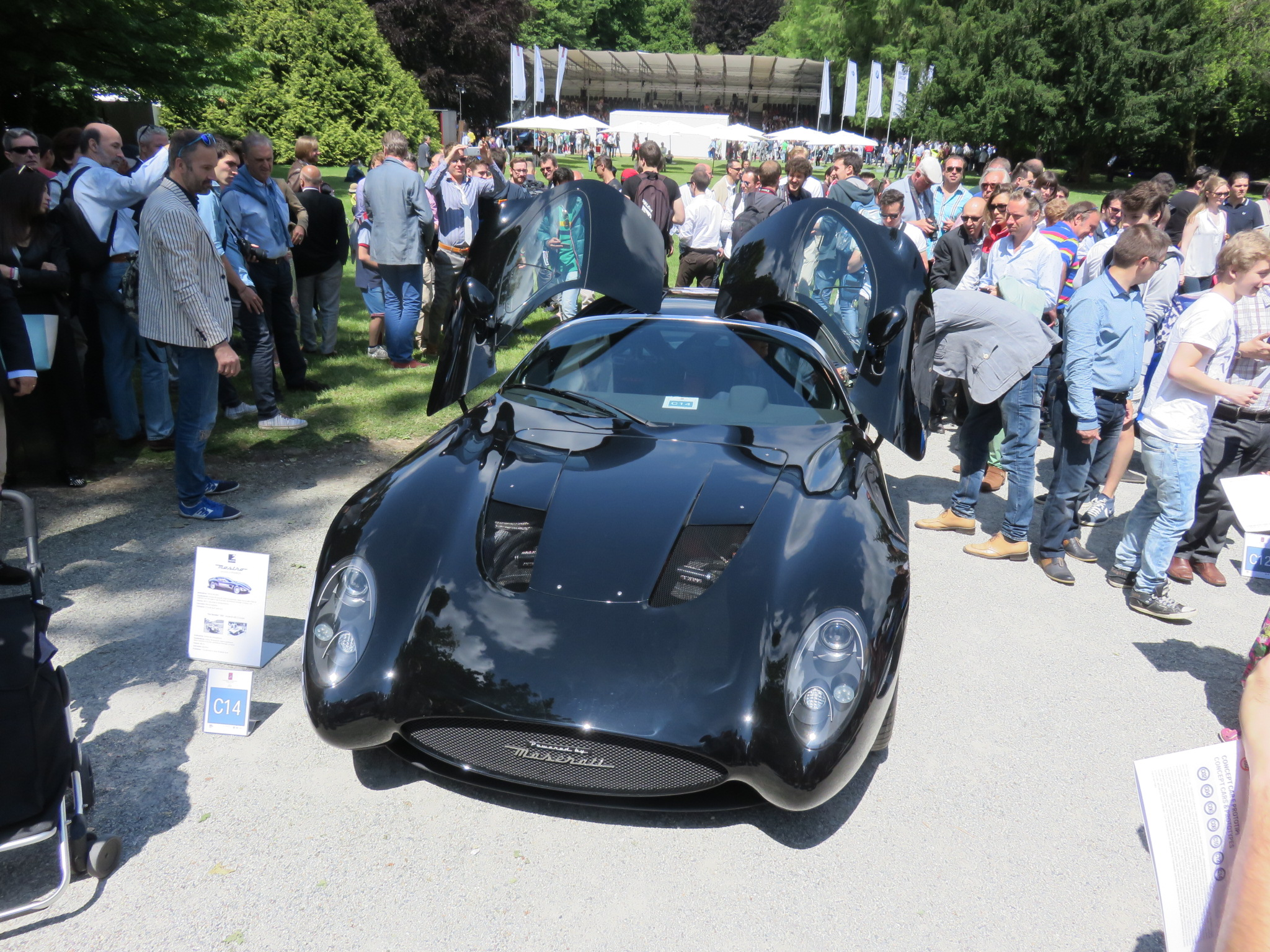
Zagato Mostro Maserati de 2015
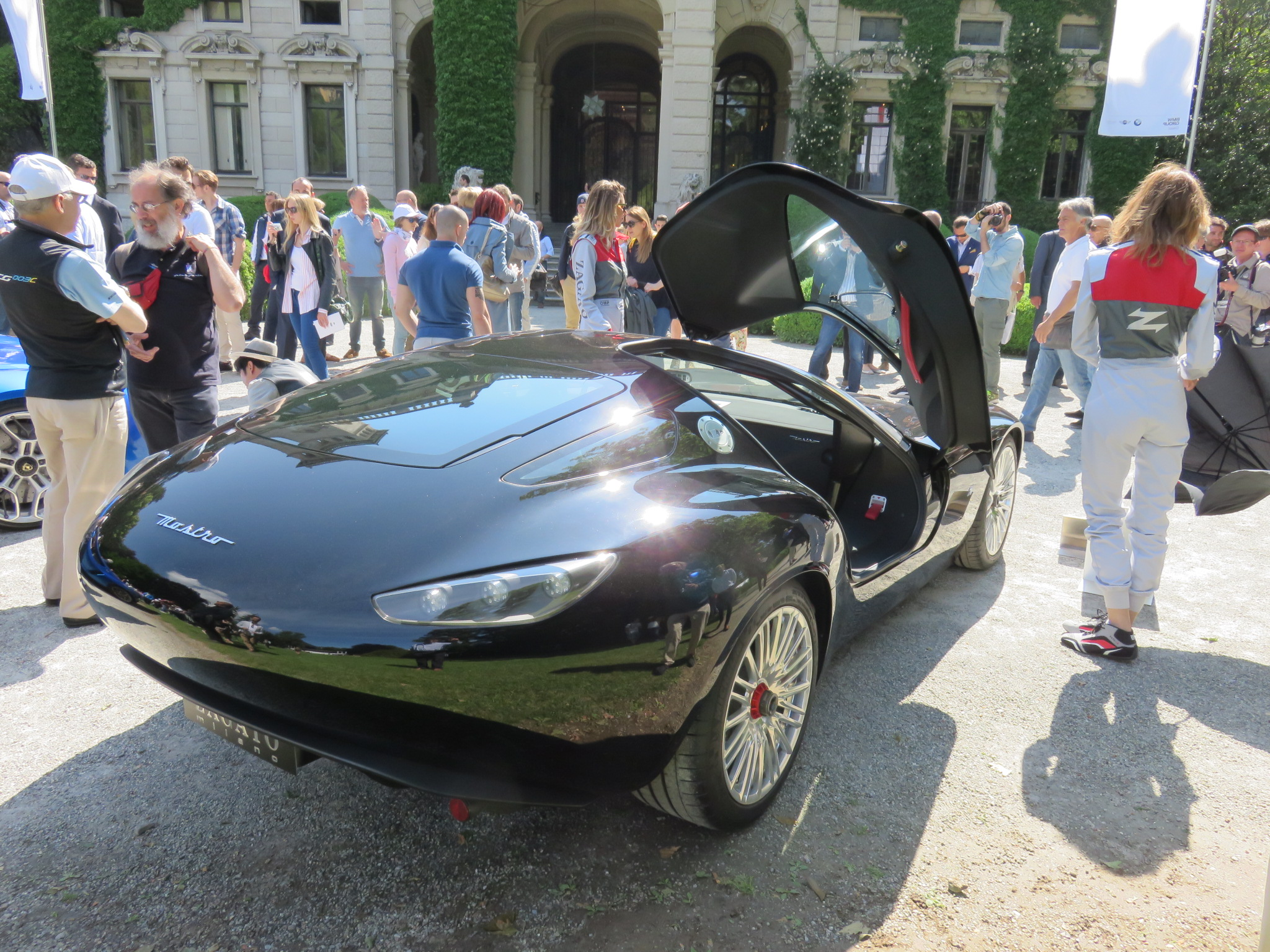
Zagato Mostro Maserati de 2015

En 2015 pour fêter les 100 ans de la marque Maserati, le designer Zagato réactualise le modèle unique GT Maserati 450S Zagato de 1957 surnommée « le monstre », avec la Zagato Mostro Maserati vendue en très petite série limitée de 5 exemplaires.